# 神戸市立妙法寺小学校
神戸市立妙法寺小学校（こうべしりつみょうほうじしょうがっこう）は、兵庫県神戸市須磨区妙法寺にある公立小学校。

## 沿革
- 1947年4月1日 - 神戸市立妙法寺小学校と改称。
- 1979年4月1日 - 神戸市立横尾小学校が校区分離。
- 1980年4月1日 - 神戸市立若草小学校が校区分離。

## 教育目標
- 笑顔いっぱい 返事 あいさつ あとしまつ

## 通学区域
- 神戸市須磨区[1]
  - 桜の杜1 - 2丁目、緑が丘1 - 2丁目、妙法寺（一部[2]）

## 進学先中学校
- 神戸市立横尾中学校

## 交通アクセス
- 神戸市バス 5系統「奥妙法寺」より

## 校区内の主な施設
- 妙法寺
- 道光寺
- 須磨警察署 妙法寺交番
- 神戸星城高等学校

## 著名な出身者
- 山之内すず

## 通学区域が隣接している学校
- 神戸市立横尾小学校
- 神戸市立多井畑小学校
- 神戸市立南落合小学校
- 神戸市立花谷小学校
- 神戸市立若草小学校
- 神戸市立谷上小学校 [3]
- 神戸市立丸山ひばり小学校
- 神戸市立五位の池小学校
- 神戸市立板宿小学校